# 鳥居みゆきの社交辞令でハイタッチ3
鳥居みゆきの社交辞令でハイタッチ3（とりいみゆきのしゃこうじれいではいたっち3）は、 2011年7月15日からニコニコ生放送で配信している鳥居みゆきの冠番組『鳥居みゆきの社交辞令でハイタッチ2』を継承する番組。配信回数は「2」から引き継ぎ、2015年1月9日の第41回からスタートしている。2015年12月22日の第52回放送を持ってレギュラー放送を終了した。

## 概要
- 有料配信

## 出演者
- 鳥居みゆき
- 進行役：藤井ペイジ（飛石連休）

### スタッフ
- 構成作家：ウノT

## 放送リスト
- 40回目までの放送リストについては『鳥居みゆきの社交辞令でハイタッチ2#放送リスト』を参照

『鳥居みゆきの社交辞令でハイタッチ3』
- 2015年
  - #41（2015年 1月 9日） - ゲスト：ハニートラップ
  - #42（2015年 2月20日） - ゲスト：ハニートラップ
  - #43（2015年 3月 6日） - ゲスト：ハニートラップ
  - #44（2015年 4月 3日） - ゲスト：ハニートラップ
  - #45（2015年 5月 1日） - ゲスト：平成デモクラシー、せーや(第2PK)
  - #46（2015年 6月 5日） - ゲスト：ゆめまなこ
  - #47（2015年 7月 3日） - ゲスト：シューマッハ
  - #48（2015年 8月 7日） - ゲスト：シューマッハ
  - #49（2015年 9月 4日） - ゲスト：安倍洋平(ドラピンポン)
  - #50（2015年10月30日） - ゲスト：森田拓馬、ラブ守永
  - #51（2015年11月27日） - ゲスト：マンマーレ
  - #52（2015年12月22日） - ゲスト：マンマーレ
- 2016年
  - #53（2016年 1月29日）